# Mistrzostwa Ameryki Północnej, Środkowej i Karaibów w Piłce Siatkowej Kobiet 2015
Mistrzostwa Ameryki Północnej, Środkowej i Karaibów w Piłce Siatkowej Kobiet 2015 – 24 edycja mistrzostw rozegrana w dniach 27 września – 2 października 2015 roku w meksykańskiej miejscowości Morelia. Cztery najlepsze drużyny w klasyfikacji generalnej otrzymały prawo do udziału w kwalifikacjach kontynentalnych do Igrzysk Olimpijskich 2016.

## Uczestnicy
| Grupa A                                 | Grupa B                                       |
| --------------------------------------- | --------------------------------------------- |
| Stany Zjednoczone Kuba Kanada Kostaryka | Meksyk Dominikana Portoryko Trynidad i Tobago |

## Faza grupowa

### Grupa A
Tabela
| Lp. | Drużyna           | Mecze | Mecze | Mecze | Pkt | Małe punkty | Małe punkty | Małe punkty | Sety | Sety | Sety  |
| Lp. | Drużyna           | M     | W     | P     | Pkt | zdob.       | str.        | ratio       | wyg. | prz. | ratio |
| --- | ----------------- | ----- | ----- | ----- | --- | ----------- | ----------- | ----------- | ---- | ---- | ----- |
| 1   | Stany Zjednoczone | 3     | 3     | 0     | 15  | 230         | 152         | 1.513       | 9    | 0    | MAX   |
| 2   | Kanada            | 3     | 2     | 1     | 8   | 231         | 216         | 1.069       | 6    | 5    | 1.200 |
| 3   | Kuba              | 3     | 1     | 2     | 7   | 241         | 235         | 1.026       | 5    | 6    | 0.833 |
| 4   | Kostaryka         | 3     | 0     | 3     | 0   | 126         | 225         | 0.560       | 0    | 9    | 0.000 |

Źródło: norceca.net
Punktacja: 3:0 – 5 pkt, 3:1 – 4 pkt, 3:2 – 3 pkt, 2:3 – 2 pkt, 1:3 – 1 pkt, 0:3 – 0 pkt
Zasady ustalania kolejności: 1. liczba zwycięstw, 2. liczba punktów, 3. stosunek małych punktów, 4. stosunek setów, 5. bilans w bezpośrednich meczach
     awans do półfinału
     awans do ćwierćfinału
     walka o miejsca 5-8
Wyniki
| Data  | Godz. | Drużyna 1         | Wynik | Drużyna 2         | 1     | 2     | 3     | 4     | 5     | Widzów | *  |
| ----- | ----- | ----------------- | ----- | ----------------- | ----- | ----- | ----- | ----- | ----- | ------ | -- |
| 27.09 | 13:00 | Kostaryka         | 0:3   | Stany Zjednoczone | 15:25 | 11:25 | 13:25 |       |       | 800    | 1  |
| 27.09 | 17:00 | Kuba              | 2:3   | Kanada            | 22:25 | 25:18 | 25:22 | 20:25 | 12:15 | 2500   | 3  |
| 28.09 | 14:00 | Kuba              | 3:0   | Kostaryka         | 25:14 | 25:15 | 25:21 |       |       | 250    | 5  |
| 28.09 | 18:00 | Stany Zjednoczone | 3:0   | Kanada            | 25:15 | 25:17 | 25:19 |       |       | 1600   | 7  |
| 29.09 | 14:00 | Kanada            | 3:0   | Kostaryka         | 25:15 | 25:12 | 25:10 |       |       | 200    | 9  |
| 29.09 | 18:00 | Stany Zjednoczone | 3:0   | Kuba              | 25:16 | 25:18 | 30:28 |       |       | 2000   | 11 |

### Grupa B
Tabela
| Lp. | Drużyna           | Mecze | Mecze | Mecze | Pkt | Małe punkty | Małe punkty | Małe punkty | Sety | Sety | Sety  |
| Lp. | Drużyna           | M     | W     | P     | Pkt | zdob.       | str.        | ratio       | wyg. | prz. | ratio |
| --- | ----------------- | ----- | ----- | ----- | --- | ----------- | ----------- | ----------- | ---- | ---- | ----- |
| 1   | Dominikana        | 3     | 3     | 0     | 13  | 253         | 205         | 1.234       | 9    | 2    | 4.500 |
| 2   | Portoryko         | 3     | 2     | 1     | 10  | 282         | 249         | 1.133       | 8    | 5    | 1.600 |
| 3   | Meksyk            | 3     | 1     | 2     | 7   | 229         | 232         | 0.987       | 5    | 6    | 0.833 |
| 4   | Trynidad i Tobago | 3     | 0     | 3     | 0   | 147         | 225         | 0.653       | 0    | 9    | 0.000 |

Źródło: norceca.net
Punktacja: 3:0 – 5 pkt, 3:1 – 4 pkt, 3:2 – 3 pkt, 2:3 – 2 pkt, 1:3 – 1 pkt, 0:3 – 0 pkt
Zasady ustalania kolejności: 1. liczba zwycięstw, 2. liczba punktów, 3. stosunek małych punktów, 4. stosunek setów, 5. bilans w bezpośrednich meczach
     awans do półfinału
     awans do ćwierćfinału
     walka o miejsca 5-8
Wyniki
| Data  | Godz. | Drużyna 1         | Wynik | Drużyna 2         | 1     | 2     | 3     | 4     | 5     | Widzów | *  |
| ----- | ----- | ----------------- | ----- | ----------------- | ----- | ----- | ----- | ----- | ----- | ------ | -- |
| 27.09 | 15:00 | Dominikana        | 3:2   | Portoryko         | 25:19 | 25:19 | 18:25 | 20:25 | 15:13 | 2000   | 2  |
| 27.09 | 20:00 | Meksyk            | 3:0   | Trynidad i Tobago | 25:16 | 25:12 | 25:23 |       |       | 2800   | 4  |
| 28.09 | 16:00 | Trynidad i Tobago | 0:3   | Dominikana        | 16:25 | 14:25 | 17:25 |       |       | 400    | 6  |
| 28.09 | 20:00 | Meksyk            | 2:3   | Portoryko         | 20:25 | 25:23 | 16:25 | 25:18 | 11:25 | 2650   | 8  |
| 29.09 | 16:00 | Portoryko         | 3:0   | Trynidad i Tobago | 25:14 | 25:14 | 25:21 |       |       | 1275   | 10 |
| 29.09 | 20:00 | Meksyk            | 0:3   | Dominikana        | 16:25 | 18:25 | 23:25 |       |       | 3200   | 12 |

## Runda pucharowa

### Ćwierćfinały
| Data  | Godz. | Drużyna 1 | Wynik | Drużyna 2 | 1     | 2     | 3     | 4     | 5    | Widzów | *  |
| ----- | ----- | --------- | ----- | --------- | ----- | ----- | ----- | ----- | ---- | ------ | -- |
| 30.09 | 18:00 | Portoryko | 3:1   | Kuba      | 25:20 | 25:14 | 25:27 | 25:18 |      | 2100   | 13 |
| 30.09 | 20:00 | Kanada    | 3:2   | Meksyk    | 22:25 | 25:15 | 25:17 | 21:25 | 15:8 | 2500   | 14 |

### Rywalizacja o miejsca 5-8
| Data | Godz. | Drużyna 1         | Wynik | Drużyna 2 | 1     | 2     | 3     | 4 | 5 | Widzów | *  |
| ---- | ----- | ----------------- | ----- | --------- | ----- | ----- | ----- | - | - | ------ | -- |
| 1.10 | 14:00 | Kostaryka         | 0:3   | Meksyk    | 16:25 | 18:25 | 13:25 |   |   | 250    | 15 |
| 1.10 | 16:00 | Trynidad i Tobago | 0:3   | Kuba      | 14:25 | 14:25 | 14:25 |   |   | 980    | 16 |

### Półfinały
| Data | Godz. | Drużyna 1         | Wynik | Drużyna 2 | 1     | 2     | 3     | 4     | 5 | Widzów | *  |
| ---- | ----- | ----------------- | ----- | --------- | ----- | ----- | ----- | ----- | - | ------ | -- |
| 1.10 | 18:00 | Dominikana        | 3:1   | Kanada    | 18:25 | 25:20 | 25:23 | 25:20 |   | 2050   | 17 |
| 1.10 | 20:00 | Stany Zjednoczone | 3:0   | Portoryko | 25:20 | 25:18 | 25:17 |       |   | 2500   | 18 |

### Mecz o 7. miejsce
| Data | Godz. | Drużyna 1 | Wynik | Drużyna 2         | 1     | 2     | 3     | 4 | 5 | Widzów | *  |
| ---- | ----- | --------- | ----- | ----------------- | ----- | ----- | ----- | - | - | ------ | -- |
| 2.10 | 14:00 | Kostaryka | 0:3   | Trynidad i Tobago | 19:25 | 24:26 | 24:26 |   |   | 500    | 19 |

### Mecz o 5. miejsce
| Data | Godz. | Drużyna 1 | Wynik | Drużyna 2 | 1     | 2     | 3     | 4     | 5 | Widzów | *  |
| ---- | ----- | --------- | ----- | --------- | ----- | ----- | ----- | ----- | - | ------ | -- |
| 2.10 | 16:00 | Meksyk    | 1:3   | Kuba      | 25:18 | 15:25 | 15:25 | 19:25 |   | 1975   | 20 |

### Mecz o 3. miejsce
| Data | Godz. | Drużyna 1 | Wynik | Drużyna 2 | 1     | 2     | 3     | 4     | 5 | Widzów | *  |
| ---- | ----- | --------- | ----- | --------- | ----- | ----- | ----- | ----- | - | ------ | -- |
| 2.10 | 18:00 | Kanada    | 1:3   | Portoryko | 25:23 | 19:25 | 20:25 | 17:25 |   | 3000   | 21 |

### Finał
| Data | Godz. | Drużyna 1  | Wynik | Drużyna 2         | 1     | 2     | 3     | 4     | 5 | Widzów | *  |
| ---- | ----- | ---------- | ----- | ----------------- | ----- | ----- | ----- | ----- | - | ------ | -- |
| 2.10 | 20:00 | Dominikana | 1:3   | Stany Zjednoczone | 19:25 | 25:22 | 18:25 | 17:25 |   | 3600   | 22 |

## Klasyfikacja końcowa
| Miejsce | Reprezentacja     | Uwagi                                      |
| ------- | ----------------- | ------------------------------------------ |
| złoto   | Stany Zjednoczone | Awans na turniej kwalifikacyjny do IO 2016 |
| srebro  | Dominikana        | Awans na turniej kwalifikacyjny do IO 2016 |
| brąz    | Portoryko         | Awans na turniej kwalifikacyjny do IO 2016 |
| 4.      | Kanada            | Awans na turniej kwalifikacyjny do IO 2016 |
| 5.      | Kuba              |                                            |
| 6.      | Meksyk            |                                            |
| 7.      | Trynidad i Tobago |                                            |
| 8.      | Kostaryka         |                                            |

## Nagrody indywidualne
| MVP                   | Najlepsza punktująca   | Najlepsze środkowe           | Najlepsza atakująca | Najlepsze przyjmujące       |
| --------------------- | ---------------------- | ---------------------------- | ------------------- | --------------------------- |
| Nicole Fawcett        | Andrea Rangel          | Lucille Charuk Linda Morales | Heidy Rodríguez     | Andrea Rangel Yonkaira Peña |
| Najlepsza zagrywająca | Najlepsza rozgrywająca | Najlepsza broniąca           | Najlepsza libero    | Najlepsza odbierająca       |
| Evelyn Sibaja         | Niverka Marte          | Brenda Castillo              | Brenda Castillo     | Kayla Banwarth              |